# Andrea Duran
Andrea Duran, född den 12 april 1984 i Selma, Kalifornien, är en amerikansk softbollspelare.
Hon tog OS-silver i samband med de olympiska softboll-turneringarna 2008 i Peking.